# 凡爾納山
凡爾納山是南極洲的山峰，位於普爾夸帕島南部，海拔高度1,632米，該山峰在1909年被法國探險隊發現，以《海底兩萬里》作者儒勒·凡爾納命名。